# Anglická slanina
Anglická slanina je druh tučného uzeného masa vyráběného z vepřového boku. Obsahuje různě vysoký podíl masa, tím se odlišuje od slaniny, která se vyrábí (jen) z tučných částí – sádla.
„Pravá“ anglická slanina, tedy britský výrobek označovaný anglicky bacon či back bacon a známý mimo jiné jako součást tradiční anglické snídaně, je poněkud odlišná, vyrábí se z vepřového masa s podílem hřebetního sádla a je zpravidla určena k další tepelné úpravě.

## Výroba
Vepřový bok, který je vykostěn, neobsahuje tedy žebra či chrupavky. Postupy výroby jsou různé. Někdy se bok solí nasucho, části masa se tvarují, bůček se povaří a za mírné teploty udí do měkka. Jindy se bok naloží do slaného láku s česnekem. Toto se nechá několik týdnů odležet, bok v láku je třeba postupně hlídat a pokud možno ještě upravovat. Maso se pak udí studeným kouřem dva až tři dny. Průmyslová výroba anglické slaniny je odlišná, protože má za úkol zkrátit dobu výroby a celkově zlevnit produkci. K výrobě se používá např. umělý kouř, na obarvení slaniny barvící přípravky. Kromě toho od počátku 90. let 20. století začali někteří výrobci za účelem většího zisku či nižší ceny do anglické slaniny vpravovat vodu se zahušťovadly, dochucovadly a dalšími éčky, takže se dnes můžeme např. setkat s výrobky, kde podíl masa (resp. masné části) je jen něco málo přes 60 %.